# Sárga tyúktaréj
A sárga tyúktaréj (Gagea lutea) a liliomfélék családjába tartozó, kora tavaszi, sárga virágú vadvirág.   

## Megjelenése
A sárga tyúktaréj 10–25 cm magas, lágyszárú, hagymás, évelő növény. Megnyúlt ovális alakú hagymája egy vagy két részből áll és barna, papírszerű burok borítja be. A növénynek összesen három levele van: egy nagy, tőállású, 1-1,5 cm széles, lándzsás, szalagszerű levele, melynek csúcsán szélei összeforrnak és két kisebb, a virágzat tövében sarjadó, átellenes állású, molyhos szélű levele.
Március-májusban virágzik. Néhány virága ernyőszerű virágzatot alkot. A csillagszerű virágok kocsánya hosszú, hatszirmúak. A 14–16 mm hosszú szirmok élénksárgák, fonákjuk világoszöld. Porzói narancsszínűek. Beporzását rovarok végzik. A virágok délelőtt kinyílnak, délutánra összecsukódnak.
Termése apró toktermés.

## Elterjedése és termőhelye
Eurázsiai elterjedésű faj, egész Európában (Írország és Portugália kivételével), a Kaukázusban, Szibériában, a Távol-Keleten, Észak-Iránban és Afganisztánban honos. Magyarországon ritka.
A sárga tyúktaréj az üde talajú lomberdőket, bükkösöket, gyertyános-tölgyeseket, vízközeli ligeterdőket kedveli, 1600 méter tengerszint fölötti magasságig. Inkább a meszes talajt preferálja.
Magyarországon nem védett.

## Galéria

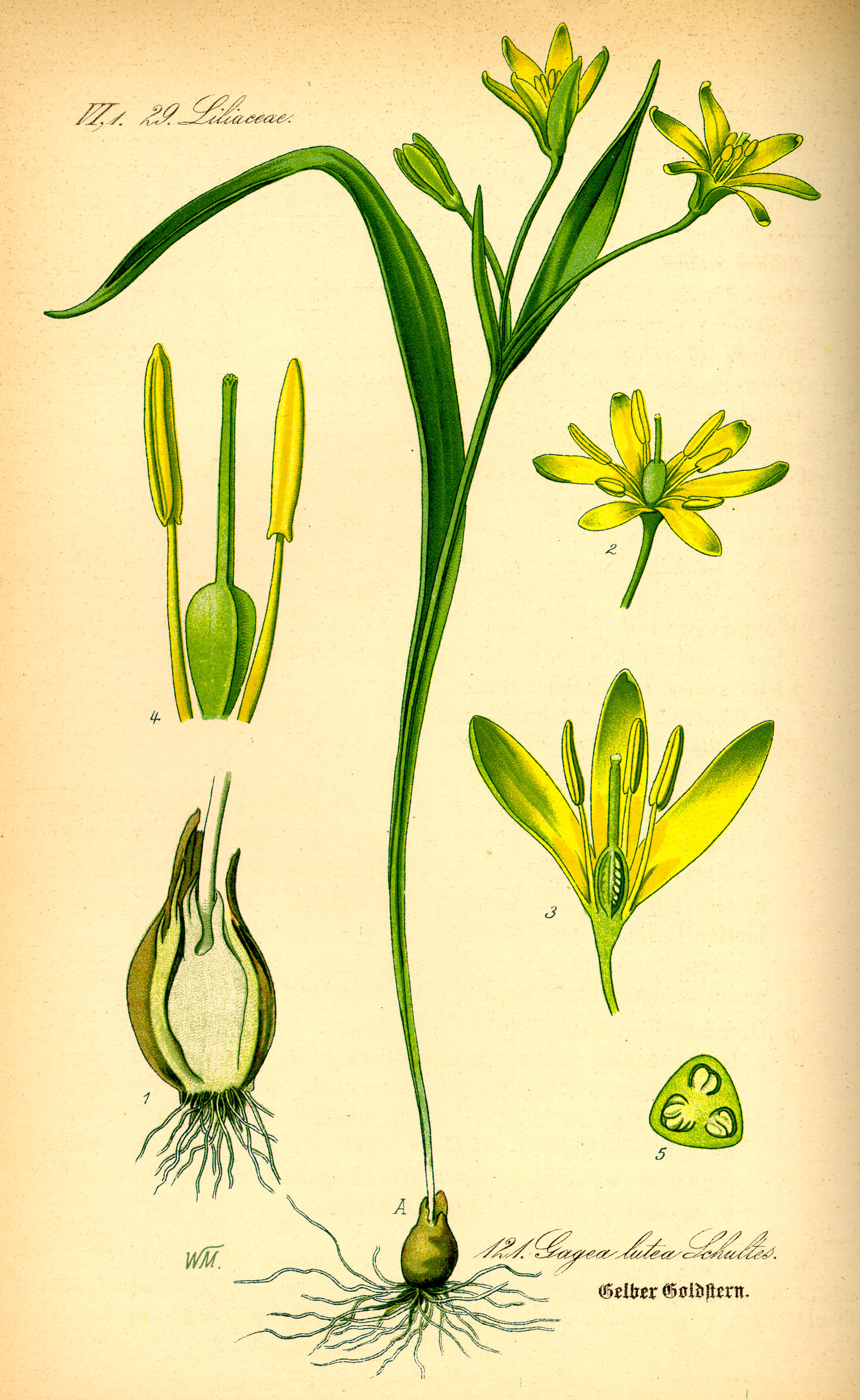
Sárga tyúktaréj az 1885-ös kiadású Flora von Deutschland, Österreich und der Schweiz-ban
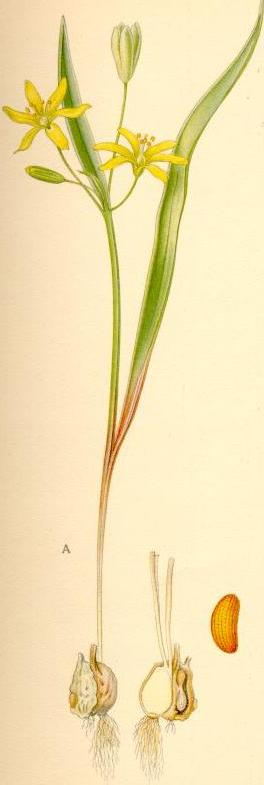
A svéd Bilder ur Nordens Flora kiadványban (20. sz. eleje)
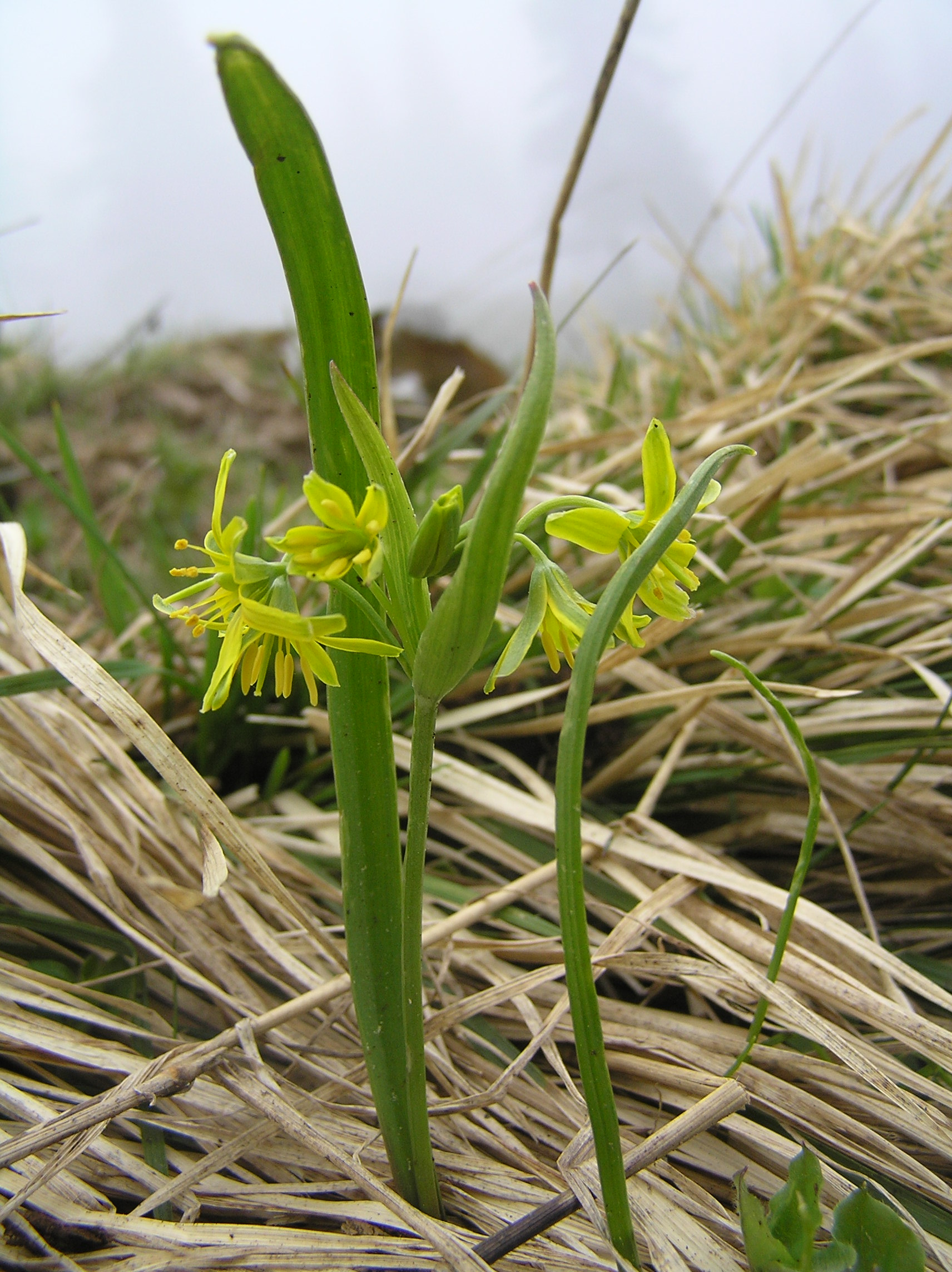
Virágzó növény
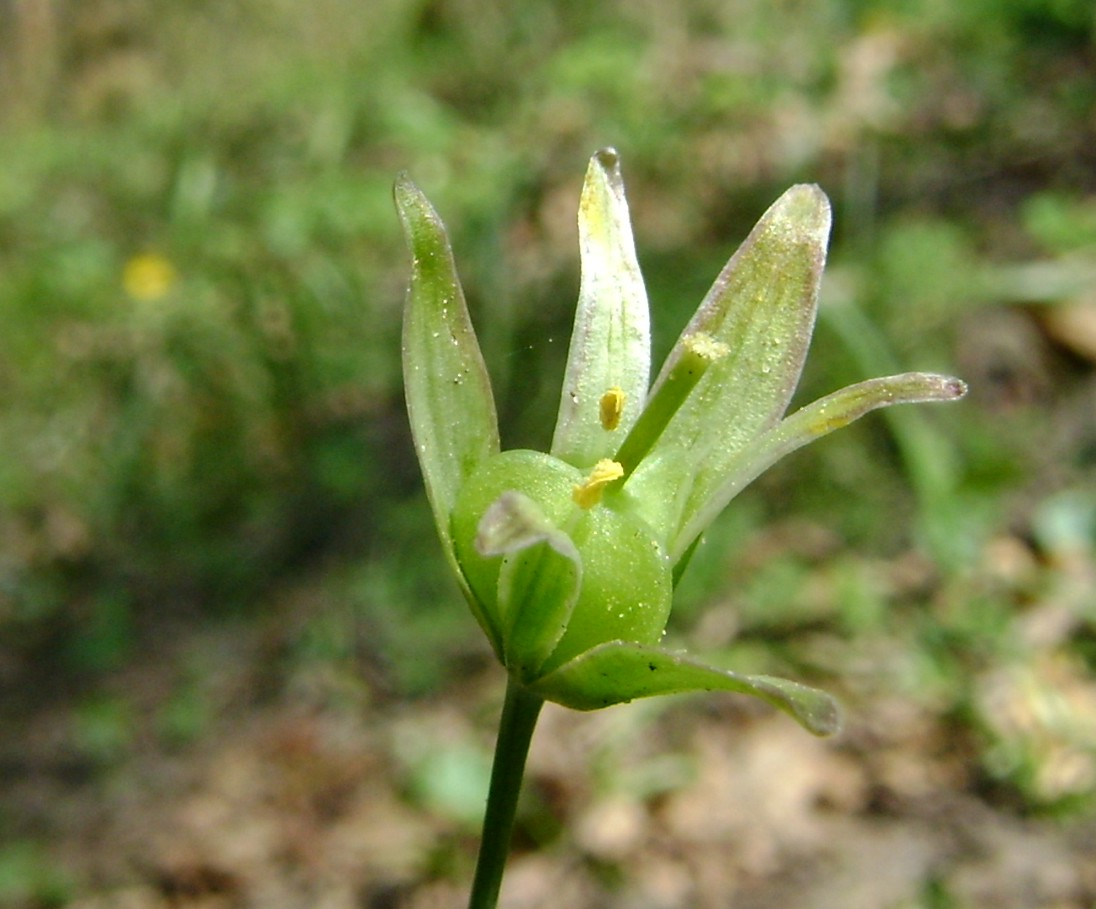
Éretlen termése